# Anadia buenaventura
Anadia buenaventura — вид ящірок родини гімнофтальмових (Gymnophthalmidae). Ендемік Еквадору. Описаний у 2018 році.

## Поширення і екологія
Anadia buenaventura відомі з типової місцевості, розташованої в заповіднику Буенавентура в кантоні Піньяс в еквадорській провінції Ель-Оро, на висоті 650 м над рівнем моря. Вони живуть в тропічних лісах.